# マルティン・バンゲマン

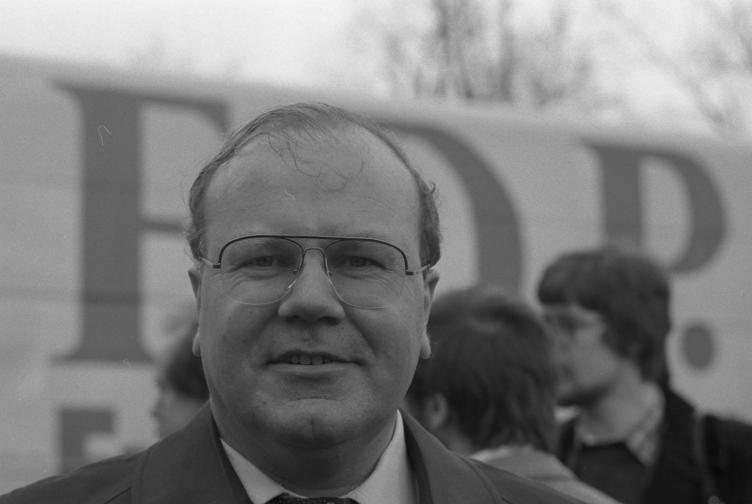
マルティン・バンゲマン（1979年）

マルティン・バンゲマン（Martin Bangemann, 1934年11月15日 -  2022年6月28日）は、ドイツの政治家。自由民主党 (FDP) 党首（在任：1985年 - 1988年）。1984年から1988年までヘルムート・コール政権で経済相。1989年から1999年まで、欧州委員会委員（域内市場・産業政策・情報技術・通信担当）を務めた。

## 経歴
ヴァンツレーベン（現ザクセン＝アンハルト州）生まれ。1955年にアビトゥーア合格後、テュービンゲン大学、ミュンヘン大学で法学を学ぶ。1962年、国家司法試験に合格し、同年法学博士号を取得。1964年、弁護士免許を取得。
1963年にFDP入党。1969年、バーデン＝ヴュルテンベルク州の党副代表に就任。1972年、ドイツ連邦議会議員に初当選。1973年、当時は各国の国会議員が兼任していた欧州議会議員に就任。1974年、党事務局長。1975年、バーデン＝ヴュルテンベルク州党代表。1979年に初めて行われた欧州議会選挙に出馬して当選、ドイツ連邦議会議員を辞す。欧州議会では欧州自由民主改革党議会会派代表を務める。1984年の欧州議会選挙でFDPは得票5%以下だったため、規定のため議席を得られなかった。
1984年6月、コール内閣に経済相として入閣。翌1985年にFDP党首に就任。1987年にドイツ連邦議会に返り咲いた。しかし1989年に欧州委員会委員に転じ、連邦議会議員とFDP党首を辞任した。欧州委員会では1993年まで市場担当、以後は産業政策、情報技術、通信担当委員を務める。しかし1999年に、スペインの大手通信業者テレフォニカ社との癒着・汚職が疑われたバンゲマンは欧州連合理事会により欧州司法裁判所に起訴された。バンゲマンが2001年まで欧州連合に関連する役職に就かないと誓約したため、審理は停止された。この出来事を受け、欧州委員会は委員の倫理規定を定めた。
バンゲマンは2000年7月にテレフォニカ経営委員となり、2001年から通信業のフンツィンガー・インフォマティオン社で監査役を務めている。

## 人物
- 夫人との間に5児。
- 東西ドイツ再統一後、公開されたシュタージの記録文書から、1973年から1985年までバンゲマンの秘書を務めていた女性が東ドイツのスパイであったことが判明した。